# Disphragis laeca
Disphragis laeca är en fjärilsart som beskrevs av William Schaus. Disphragis laeca ingår i släktet Disphragis och familjen tandspinnare. Inga underarter finns listade i Catalogue of Life.